# Cassidopsis
Cassidopsis — род жуков из семейства листоедов. Эндемик о.Мадагаскар. Перевод названия с латыни на русский - Касочники или Касковые,Шлемные. Транслитерация- Кассиды, кассидные

## Внешность
Среднего размера, плоские, широкие овальные, коричнево-желтые щиты , могут иметь черные рисунки. Голова относительно широкая, видна сверху. Усики черные, немного мощные, чуть длиннее головы и переднеспинки.

## Жизнь
Как личинки, так и взрослые живут на растениях и питаются ими.

## Ареал
Род эндемичен для Мадагаскара.